# 第十六季超級籃球聯賽總冠軍賽

第十六季超級籃球聯賽總冠軍賽是第十六季超級籃球聯賽的最後一個系列賽程，由富邦勇士對桃園璞園，在2019年5月4日至5月9日進行，地點為高雄巨蛋與新莊體育館，結果由富邦勇士以4比0擊敗台灣啤酒，拿下隊史在超級籃球聯賽的第一座冠軍。

## 兩隊比較
|              | 富邦勇士  | 台灣啤酒  |
| ------------ | --------- | --------- |
| 系列賽比數   | 4         | 0         |
| 例行賽戰績   | 24勝12敗  | 21勝15敗  |
| 例行賽對戰   | 5勝1敗    | 1勝5敗    |
| 季後賽首輪   | 輪空      | 輪空      |
| 季後賽第二輪 | 4:2勝裕隆 | 4:2勝璞園 |
| 總教練       | 許晉哲    | 周俊三    |

## 逐場戰況
第一戰
| 2019-5-4 19:00 |

| 賽候數據 |

| 富邦勇士 85–83 台灣啤酒                           |  |                                                   |
| 得分： 賈西亞 27 篮板： 米歇爾 12 助攻： 賴廷恩 4 |  | 得分： 塞瑟夫 24 篮板： 塞瑟夫 15 助攻： 塞瑟夫 6 |

第二戰
| 2019-5-5 19:00 |

| 賽後數據 |

| 台灣啤酒 78–83 富邦勇士                          |  |                                                      |
| 得分： 蔣淯安 23 篮板： 塞瑟夫 8 助攻： 蔣淯安 6 |  | 得分： 林書緯 19 篮板： 多個球員 7 助攻： 多個球員 5 |

第三戰
| 2019-5-7 19:00 |

| 賽候數據 |

| 富邦勇士 87–78 台灣啤酒                             |  |                                                   |
| 得分： 賈西亞 20 篮板： 賈西亞 18 助攻： 多個球員 6 |  | 得分： 愛德 28 篮板： 塞瑟夫 10 助攻： 多個球員 6 |

第四戰
| 2019-5-9 19:00 |

| 賽後數據 |

| 台灣啤酒 91–103 富邦勇士                           |  |                                                     |
| 得分： 塞瑟夫 21 篮板： 塞瑟夫 8 助攻： 多個球員 4 |  | 得分： 賈西亞 32 篮板： 賈西亞 10 助攻： 多個球員 7 |

## 外部連結
- 超級籃球聯賽(新)官方網站 （页面存档备份，存于）